# لتنیایا زولوتیتسا
لتنیایا زولوتیتسا (به لاتین: Letnyaya Zolotitsa) یک منطقهٔ مسکونی در روسیه است که در استان آرخانگلسک واقع شده‌است.